# 元理論
元理论（英語：metatheory），或譯後設理論，是系统地解釋理論本身的理论，即理論之理論。在数学和数理逻辑中，元理论是关于另一个数学理论的数学理论。元理论亦為科学哲学的一部分。元理论不會直接应用于实践，但可应用于研究的本身。新兴的元科学领域寻求利用科学知识来改进科学的本身。
元理论的研究在20世纪广泛应用于各种主题，包括语言学及其元語言概念。

## 分类

### 元科学
元科学是使用科学方法论来研究科学本身。後設科學力求在减少浪费的同时提高科学研究的质量。它也被称为“研究中的研究”和“科学中的科学”，因为它使用研究方法来研究研究是如何进行的以及可以在哪些方面进行改进。超科学涉及所有研究领域，被描述为“科学的鸟瞰图”。 用John Ioannidis的话来说，“科学是发生在人类身上的最好的事情……但我们可以做得更好。” 
1966 年，一篇早期的元研究论文检查了发表在 10 个知名医学期刊上的 295 篇论文的统计方法。它发现，“在将近 73% 的报告中……在这些结论的理由无效时得出了结论。”在接下来的几十年中，元研究发现许多科学领域的研究存在许多方法论缺陷、效率低下和不良做法。许多科学研究无法重复，尤其是在医学和软科学领域。 “复制危机”这个词是在 2010 年代初创造的，作为对这个问题日益增长的认识的一部分。 
最近人們已經采取了一系列措施來應對由元科學所揭示的問題。這些措施包括科學研究和臨床試驗的預先註冊，以及成立諸如CONSORT和EQUATOR Network等組織，制定方法和報告的指南。目前正在持續努力減少統計濫用，消除學術界的畸形激勵、改進同行評審過程、減少科學文獻的偏見，提高科學過程的整體質量和效率。

### 元數學
1905年，德国数学家大卫·希尔伯特（David Hilbert）发表了数学的一致性和完整性的提案，开创了元数学，从而将數學哲學带入20世纪。此結果影響了後來的库尔特·哥德尔（Kurt Gödel），他在1931年時用他的不完备定理证明了希尔伯特计划是无法实现的。儘管如此，希爾伯特的未解决数学问题影响了20世纪余下的数学。
元定理是“定理的一種說法。通常它提供了從一個舊定理中獲得新定理的標準，可以根據一個被稱為對偶原則的規則來改變其對象，或者通過將其轉移到另一個主題（例如，從類別理論到群論）或相同主題的另一個上下文中（例如，從線性變換到矩陣）。" 

### 元邏輯學
元逻辑是对逻辑本身理论的研究。邏輯是研究如何使用逻辑系统来构建有效且合理的论证，而元逻辑研究的是整個逻辑系统的本身。逻辑是使用逻辑系统得出真理。而元逻辑則關注如何真理的语言和從系統中得出真理。元邏輯研究的基本对象是形式语言、形式系统及對其解释。对形式系统的解释的研究是数理逻辑的类型，称为模型论，而对演绎系统的研究是称为证明论类型。

### 元哲學
元哲学是“对哲学本身的研究”。 它的主题包括哲学的目的、哲学的界限和哲学的方法。  因此，哲学的特点是探究存在的本质、对象的实在性、知识的可能性、真理的本质等等。而元哲学则是对哲學的本质、目的和方法探究。通过询问什么是哲学，它应该提出什么样的问题，它如何提出和回答这些问题。不少人认为它是學習哲学之前需要准备的主题， 而另一些人甚至認為它就是哲学的一部分。 